# Wiay (Hébridas Interiores)
Wiay (gaélico escocés: Bhuia o Fuidheigh) 
es una pequeña isla de Escocia, localizada en el archipiélago de las Hébridas Interiores, a 1,4 km al oeste de la isla de Skye, a la altura del pueblo de Ullinish. Es la isla más grande del Loch Bracadale.
La isla permanece deshabitada desde finales del siglo XIX.